# Будимир Соколовић
Будимир Соколовић (1910—1945) био је православни протојереј Српске православне цркве и вјерски референт Врховне команде Југословенске војске у отаџбини, а који је настрадао од комунистичког прогона, након хапшења.

## Биографија
Будимир Соколовић, рођен је 1910. године у Тегарама код Братунца. Године 1931. завршио је Богословију на Цетињу, а сљедеће године је рукоположен за ђакона и свештеника. Године 1942. служио је у Златиборском архијерејском намјесништву, одакле се са Златибора повукао, заједно са војском Драгољуба Драже Михаиловића.
Завршетак рата проту Будимира Соколовића затиче у Аранђеловцу, у којем га нова комунистичка власт хапси заједно са ђаконом Бошком Живадиновићем и протојерејем Светоликом Швабићем. Након хапшења, најпре су пребачени у Калиновик, а затим у варошицу Миљевина, надомак Фоче. Без конкретне оптужнице и без суђења, свештеници су звјерски мучени и потом убијени, а онда бачени у јаму Понор која се налази у близини пута Миљевина-Фоча. Заједно са њима, у ову јаму је такође бачено и више хиљада млађих припадника Југословенске војске у отаџбини (неке извори говоре о двадесет и двије хиљаде)
, који су након предаје стрељани од стране партизана.
Јама у коју су свештеници бачени је у првим поратним данима дјелимично закопана хиљадама тона јаловине из оближњег рудника. Како се јама налази у непосредној близини магистралног пута који води ка Фочи, без обзира на покушај заташкавања овог злочина, отвор јаме је и данас видљив.

## Канонизација
Свети архијерејски сабор Српске православне цркве, на приједлог Митрополита дабробосанског Николаја уз приложену документацију протојереја-ставрофора Васка Соколовића, сина проте Будимира, канонизовала је свештенослужитеља Будимира Соколовића, дана 15. маја 2005. године у манастиру Житомислић за свештеномученика.
Спомен Светог свештеномученика Будимира Соколовића и других свештеника пострадалих у току Другог свјетског рата од комунистичког режима, из Митрополије дабробосанске и милешевске, обиљежава се 11. јула по новом календару.